# Recherches régionales
Recherches régionales Alpes-Maritimes et contrées limitrophes
La revue Recherches régionales, plus complètement Recherches régionales Alpes-Maritimes et contrées limitrophes, est une revue créée en octobre 1961 par les Archives départementales des Alpes-Maritimes. Son objectif est de faire mieux connaître les Alpes-Maritimes et les contrées limitrophes telles qu'elles apparaissent au travers des recherches en sciences humaines et sociales.

## Historique
Le revue est créé par Étienne Dalmasso, directeur de la revue, et Andrée Devun, secrétaire de rédaction. À l'origine le nom de la revue est Recherches régionales Côte d'Azur et contrées limitrophes, elle prend son nom actuel en 1992 en substituant Alpes-Maritimes à Côte d'Azur.
Elle publie des travaux originaux, des résumés de thèses ou de mémoires de maîtrise, des documents d'archives, des données statistiques, des notes de lecture, toutes les informations qui font progresser la connaissance ou facilitent les études ultérieures.
Le comité de rédaction est composé en 2024 de Yves Kinossian, Jasmine Tillam, Ralph Schor et Mélany Ulian.